# (332530) Canders
(332530) Canders est un astéroïde de la ceinture principale.

## Description
(332530) Canders est un astéroïde de la ceinture principale. Il fut découvert le 29 juillet 2008 à Baldone par Kazimieras Černis et Ilgmārs Eglītis. Il présente une orbite caractérisée par un demi-grand axe de 2,74 UA, une excentricité de 0,05 et une inclinaison de 5,6° par rapport à l'écliptique.

## Compléments